# Coppa del Mondo di slittino 1999
La Coppa del Mondo di slittino 1998/99, ventiduesima edizione della manifestazione organizzata dalla Federazione Internazionale Slittino, ebbe inizio il 21 novembre 1998 ad Igls, in Austria, e si concluse il 14 febbraio 1999 a Nagano, in Giappone. Furono disputate ventuno gare, sette per ogni tipologia (singolo uomini, singolo donne ed il doppio) in sette differenti località. Nel corso della stagione si tennero anche i Campionati mondiali di slittino 1999 a Königssee, in Germania, competizione non valida ai fini della Coppa del Mondo.
Le coppe di cristallo, trofeo conferito ai vincitori del circuito, furono assegnate all'austriaco Markus Prock per quanto concerne la classifica del singolo uomini, la tedesca Silke Kraushaar conquistò il trofeo del singolo donne mentre la coppia statunitense formata da Mark Grimmette e Brian Martin si aggiudicò la vittoria del doppio.

## Risultati
| Data             | Località   | Nazione  | Specialità       | Primi classificati                           | Secondi classificati                             | Terzi classificati                               |
| ---------------- | ---------- | -------- | ---------------- | -------------------------------------------- | ------------------------------------------------ | ------------------------------------------------ |
| 21 novembre 1998 | Igls       | Austria  | Donne – Singolo  | Sylke Otto Germania                          | Barbara Niedernhuber Germania                    | Angelika Neuner Austria                          |
| 22 novembre 1998 | Igls       | Austria  | Uomini – Singolo | Georg Hackl Germania                         | Markus Prock Austria                             | Gerhard Gleirscher Austria                       |
| 21 novembre 1998 | Igls       | Austria  | Uomini – Doppio  | Christian Niccum Matthew McClain Stati Uniti | Mark Grimmette Brian Martin Stati Uniti          | Gerhard Plankensteiner Oswald Haselrieder Italia |
| 28 novembre 1998 | Altenberg  | Germania | Donne – Singolo  | Barbara Niedernhuber Germania                | Sylke Otto Germania                              | Silke Kraushaar Germania                         |
| 29 novembre 1998 | Altenberg  | Germania | Uomini – Singolo | Armin Zöggeler Italia                        | Norbert Huber Italia                             | Markus Prock Austria                             |
| 28 novembre 1998 | Altenberg  | Germania | Uomini – Doppio  | Tobias Schiegl Markus Schiegl Austria        | Gerhard Plankensteiner Oswald Haselrieder Italia | Christopher Thorpe Gordon Sheer Stati Uniti      |
| 12 dicembre 1998 | Sigulda    | Lettonia | Donne – Singolo  | Silke Kraushaar Germania                     | Sylke Otto Germania                              | Angelika Neuner Austria                          |
| 13 dicembre 1998 | Sigulda    | Lettonia | Uomini – Singolo | Armin Zöggeler Italia                        | Jens Müller Germania                             | Georg Hackl Germania                             |
| 12 dicembre 1998 | Sigulda    | Lettonia | Uomini – Doppio  | Christian Niccum Matthew McClain Stati Uniti | Mark Grimmette Brian Martin Stati Uniti          | Tobias Schiegl Markus Schiegl Austria            |
| 19 dicembre 1998 | Winterberg | Germania | Donne – Singolo  | Silke Kraushaar Germania                     | Susi Erdmann Germania                            | Barbara Niedernhuber Germania                    |
| 20 dicembre 1998 | Winterberg | Germania | Uomini – Singolo | Georg Hackl Germania                         | Markus Prock Austria                             | Adam Heidt Stati Uniti                           |
| 19 dicembre 1998 | Winterberg | Germania | Uomini – Doppio  | Mark Grimmette Brian Martin Stati Uniti      | Tobias Schiegl Markus Schiegl Austria            | Patric Leitner Alexander Resch Germania          |
| 16 gennaio 1999  | Oberhof    | Germania | Donne – Singolo  | Silke Kraushaar Germania                     | Susi Erdmann Germania                            | Sylke Otto Germania                              |
| 17 gennaio 1999  | Oberhof    | Germania | Uomini – Singolo | Markus Prock Austria                         | Jens Müller Germania                             | Georg Hackl Germania                             |
| 16 gennaio 1999  | Oberhof    | Germania | Uomini – Doppio  | Steffen Skel Steffen Wöller Germania         | Christopher Thorpe Gordon Sheer Stati Uniti      | André Florschütz Torsten Wustlich Germania       |
| 5 febbraio 1999  | St. Moritz | Svizzera | Donne – Singolo  | Silke Kraushaar Germania                     | Sylke Otto Germania                              | Andrea Tagwerker Austria                         |
| 6 febbraio 1999  | St. Moritz | Svizzera | Uomini – Singolo | Markus Prock Austria                         | Rainer Margreiter Austria                        | Gerhard Gleirscher Austria                       |
| 5 febbraio 1999  | St. Moritz | Svizzera | Uomini – Doppio  | Patric Leitner Alexander Resch Germania      | Mark Grimmette Brian Martin Stati Uniti          | Tobias Schiegl Markus Schiegl Austria            |
| 13 febbraio 1999 | Nagano     | Giappone | Donne – Singolo  | Sylke Otto Germania                          | Barbara Niedernhuber Germania                    | Silke Kraushaar Germania                         |
| 14 febbraio 1999 | Nagano     | Giappone | Uomini – Singolo | Georg Hackl Germania                         | Markus Prock Austria                             | Rainer Margreiter Austria                        |
| 13 febbraio 1999 | Nagano     | Giappone | Uomini – Doppio  | Patric Leitner Alexander Resch Germania      | Tobias Schiegl Markus Schiegl Austria            | Mark Grimmette Brian Martin Stati Uniti          |

## Classifiche

### Singolo uomini
| Pos. | Nome               | Nazione     | IGL | ALT | SIG | WIN | OBE | STM | NAG | Totale |
| ---- | ------------------ | ----------- | --- | --- | --- | --- | --- | --- | --- | ------ |
| 1    | Markus Prock       | Austria     | 2   | 3   | 6   | 2   | 1   | 1   | 2   | 575    |
| 2    | Georg Hackl        | Germania    | 1   | 9   | 3   | 1   | 3   | 12  | 1   | 511    |
| 3    | Jens Müller        | Germania    | 6   | 7   | 2   | 5   | 2   | 6   | 6   | 421    |
| 4    | Adam Heidt         | Stati Uniti | 7   | 10  | 7   | 3   | 5   | 8   | 5   | 350    |
| 5    | Rainer Margreiter  | Austria     | 10  | 8   | 11  | 12  | 10  | 2   | 3   | 335    |
| 6    | Gerhard Gleirscher | Austria     | 3   | 5   | 10  | 6   | 8   | 3   | –   | 323    |
| 7    | Armin Zöggeler     | Italia      | 5   | 1   | 1   | 11  | –   | 15  | –   | 315    |
| 7    | Norbert Huber      | Italia      | 4   | 2   | 5   | 4   | –   | 5   | –   | 315    |
| 9    | Albert Demčenko    | Russia      | 11  | 4   | 4   | 14  | 11  | 10  | 9   | 291    |
| 10   | Markus Kleinheinz  | Austria     | 8   | 13  | 14  | 16  | 4   | 4   | –   | 245    |

### Singolo donne
| Pos. | Nome                 | Nazione  | IGL | ALT | SIG | WIN | OBE | STM | NAG | Totale |
| ---- | -------------------- | -------- | --- | --- | --- | --- | --- | --- | --- | ------ |
| 1    | Silke Kraushaar      | Germania | 7   | 3   | 1   | 1   | 1   | 1   | 3   | 586    |
| 2    | Sylke Otto           | Germania | 1   | 2   | 2   | 6   | 3   | 2   | 1   | 575    |
| 3    | Barbara Niedernhuber | Germania | 2   | 1   | 7   | 3   | 4   | 8   | 2   | 488    |
| 4    | Angelika Neuner      | Austria  | 3   | 5   | 3   | 7   | 5   | 6   | 4   | 406    |
| 5    | Andrea Tagwerker     | Austria  | 5   | 6   | 5   | 4   | 6   | 3   | 5   | 395    |
| 6    | Susi Erdmann         | Germania | 4   | 4   | 6   | 2   | 2   | –   | –   | 340    |
| 7    | Iluta Gaile          | Lettonia | 9   | 10  | 10  | 9   | 7   | 7   | –   | 242    |
| 8    | Natalie Obkircher    | Italia   | 8   | 8   | 8   | 5   | –   | 4   | –   | 241    |
| 9    | Sonja Manzenreiter   | Austria  | 10  | 13  | 13  | 12  | 10  | 11  | –   | 198    |
| 10   | Simone Eder          | Austria  | 11  | 11  | 14  | 13  | 9   | 14  | –   | 193    |

### Doppio
| Pos. | Nome                                      | Nazione     | IGL | ALT | SIG | WIN | OBE | STM | NAG | Totale |
| ---- | ----------------------------------------- | ----------- | --- | --- | --- | --- | --- | --- | --- | ------ |
| 1    | Mark Grimmette Brian Martin               | Stati Uniti | 2   | 8   | 2   | 1   | 7   | 2   | 3   | 513    |
| 2    | Tobias Schiegl Markus Schiegl             | Austria     | 7   | 1   | 3   | 2   | 5   | 3   | 2   | 511    |
| 3    | Patric Leitner Alexander Resch            | Germania    | 6   | 13  | 10  | 3   | 4   | 1   | 1   | 446    |
| 4    | Christopher Thorpe Gordon Sheer           | Stati Uniti | 4   | 3   | 5   | 4   | 2   | 5   | 5   | 440    |
| 5    | Christian Niccum Matthew McClain          | Stati Uniti | 1   | 4   | 1   | 15  | 14  | 8   | 4   | 416    |
| 6    | Steffen Skel Steffen Wöller               | Germania    | 5   | 5   | 4   | 6   | 1   | –   | –   | 320    |
| 7    | Gerhard Plankensteiner Oswald Haselrieder | Italia      | 3   | 2   | 6   | 7   | –   | 4   | –   | 311    |
| 8    | André Florschütz Torsten Wustlich         | Germania    | 8   | 6   | 8   | 5   | 3   | 10  | –   | 295    |
| 9    | Roberts Suharevs Dairis Leksis            | Lettonia    | 10  | –   | 7   | 12  | 6   | 12  | –   | 196    |
| 9    | Anders Söderberg Bengt Walden             | Svezia      | 9   | –   | –   | 11  | 11  | 9   | 6   | 196    |